# Шантель Ньюбері
Шантель Ньюбері (англ. Chantelle Newbery, 6 травня 1977) — австралійська стрибунка у воду.
Олімпійська чемпіонка 2004 року, учасниця 2000, 2008 років.
Призерка Чемпіонату світу з водних видів спорту 1998, 2005 років.
Переможниця Ігор Співдружності 1998, 2006 років.